# حصار قرطاج
معركة قرطاج حرب حاسمة وقعت في سنة 149 قبل الميلاد بين قرطاج الفينيقية في أفريقيا والجمهورية الرومانية أنهت الحرب البونيقية الثالثة وازالت بشكل نهائي التهديد القرطاجي.

## أحداث الحرب
بعد أن قام الرومان بكشف نواياهم الحقيقية ورغبتهم في الاستيلاء على المدينة بدأ العمل في قرطاجة بجد ونشاط زائدين في دعم الأسوار واستحضار الأسلحة وإعداد الجيش الازم الذي اعتمد على الفرسان الفينيقيين والليبييين المجاورين في تكوينه.
حول القرطاجيون المحال والمصانع والمعابد إلى مصانع لإنتاج الأسلحة ولوازم الحرب مما أثار إعجاب الرومان أنفسهم بفضل الجهد الكبير الذي بذلته قرطاجة في آخر لحظة وآثروا أن يموتوا محاربين على أن يستسلموا للغزاة.
بعد أسبوع من تقديم الإنذار الروماني لقرطاجة زحفت الجيوش الرومانية تحت حماية فرسان ماسينيسا على قرطاجة وصدمت أسوار المدينة في موجة الهجوم الأولى التي كانت الخطة العامة تعول عليها لفتح ثغرة في الأسوار، ولكن قرطاجة ردت الهجوم بكفاءة غير متوقعة وتراجع الرومان غير مصدقين أن مدينة توقع لهم على وثيقة إعدامها، وأن تقاوم الإعدام نفسه بكل هذا العنف كان ذلك في عام 149 ق.م.
وطول الثلاث السنوات التالية ظل الرومان يهجمون بشكل مستمر على أسوار قرطاجة، وظلت قرطاجة ترد هذه الموجات بكفاءة عالية متزايدة ولكن الوقت كان قد فات.
فقد بادرت روما إلى إرسال سكيبيو الذي كان حلمه (أن يدمر قرطاجة حجر بعد حجر)، وأعطته مايكفي من الرجال والسفن لتحقيق هذا الحلم.
في أكتوبر من عام 146 ق.م افتتح سكيبو هجومه بالتقدم إلى الميناء حيث كانت قرطاجة قد اعدت ثلاثين سفينة على عجل لكسر طوق الحصار وتزويد المدينة بالمؤن. وبعد مناوشة بحرية عابرة حطم سكيبو قوارب قرطاجة وتقدم إلى المرفأ حيث نصب أدوات الحصار وراء الأسوار، ودفع بقواته الخاصة لقيادة الهجوم تحت حماية وابل من القذائف المشتعلة.
وطوال الستة الأيام التالية استمر القتال حول السور وفي الشوارع وعلى السطوح. وتمكن صدر بعل قائد فرق الخيالة من تنظيم المقاومة بين الجيش والشعب وشن هجمات كاسحة في اتجاه الميناء في محاولة مستحيلة للخروج بالأطفال والنساء إلى البحر، وبعد أن أدركه اليأس وضع سيفه على الأرض وانحنى أمام سكيبو طالبا لهم الرحمة.
إذ ذاك تقول الروايات تقدمت زوجة صدربعل برقا ورمت بنفسها في النار مع طفليها لكي لا تحوجه استعطاف الرومان المتغطرسين، وأندفعت قرطاجة تقاتل من جديد في آخر معركة وآخر يوم فيما أشرف سكيبيو من موقعه في البرج على على عمليات القوات الخاصة لإشعل النار في كل بيت.
بعد سبعة عشر يوما أنطفات النار. وختم سكيبو تجربته الرهيبة مع قرطاجة بأشعار من إلياذة الشاعر اليوناني هوميروس ثم أمر بحرثها بالمحراث، وأمر أيضا برش أرضها بالملح لكي لاتعود أراضيها قابلة للزراعة.

## النتائج

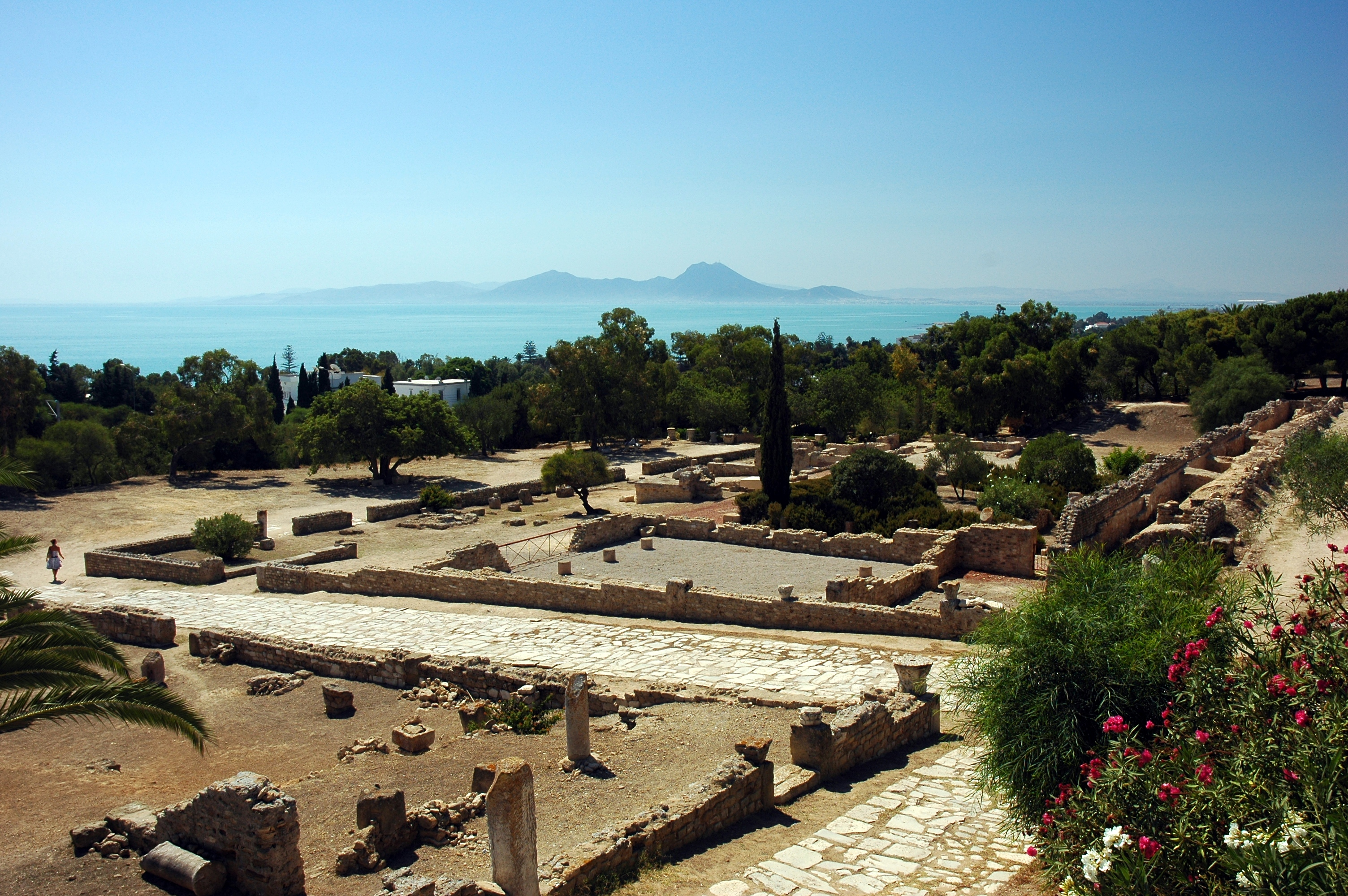
صورة لآثار قرطاج

أفضى الحصار سنة 146 ق.م إلى استيلاء الجيش الروماني على العاصمة البونية بعد صمود طويل ثم إن الرومان عمدوا إلى حرقها وتخريبها و تشتيت ما تبقى من سكانها. كما وقع الاستيلاء على أراضيها وتحويلها إلى مقاطعة رومانية تحمل اسم مقاطعة أفريكا .
و ضمت المقاطعة الرومانية الجديدة في شمال وشرق البلاد التونسية الحالية مجموع الأراضي الخصبة الواقعة في الحوض الأسفل لوادي مجردة وفي كامل حوض مليان ونواحي الوطن القبلي و في الساحل . و كان يفصل بينها وبين المملكة النوميدية المجاورة الخندق الملكي (فوساريجيا) الذي أمر بحفره القائد الروماني سكيبيو أيميليانوس.
أما عن عاصمة الولاية فكانت أوتيكة (Utica) و هي واحدة من المدن التي تحالفت مع روما في حروبها ضد قرطاج.
ومن حينها ظلت قرطاجة مقاطعة تابعة للرومان إلى أن جاء الفتح العربي الإسلامي الذي حررها منهم وانتهت مع دمار قرطاجة السيادة البونيقية في غرب البحر الأبيض المتوسط.